# Pivovarna Union
Pivovarna Union är ett bryggeri i Ljubljana i Slovenien som säljer öl under varumärket Union samt alkoholfria drycker. Bryggeriet ägs av Heineken och grundades 1864.